# Golem (deutsche Band)
Golem ist eine Death-Metal-Band aus Berlin. Die Musik enthält Einflüsse von Black Metal wie auch von Grindcore.

## Geschichte
Die Band wurde 1989 in Buckow in Brandenburg (damals noch DDR) gegründet. Besonders tragisch für die Band waren die beiden Autounfälle, bei denen 1992 Max Grützmacher und 1993 Jens Malwitz ums Leben kamen. Die Band wurde jedoch weitergeführt und bekam für ihr Debütalbum einen Vertrag bei dem ostdeutschen Label Invasion Records. Nachdem das Label die Arbeit einstellte, stand man wieder ohne Vertrag da. Die hohe Qualität des ersten Albums machte es jedoch leichter, einen neuen Plattenvertrag zu bekommen. Aktuell ist die Band bei dem deutschen Label Nuclear Blast unter Vertrag.

## Diskografie
- 1991: Visceral Scab (Demo)
- 1992: Visceral Scab (Single-7")
- 1993: Recall the Day of Incarnation (Demo)
- 1996: Eternity: The Weeping Horizons
- 1999: The 2nd Moon
- 2004: Dreamweaver